# Christian Jäger (Rechtswissenschaftler)
Christian Jäger (* 1965 in München) ist ein deutscher Rechtswissenschaftler und Inhaber des Lehrstuhls für Strafrecht, Strafprozessrecht, Wirtschafts- und Medizinstrafrecht an der Friedrich-Alexander-Universität Erlangen-Nürnberg.

## Akademischer Werdegang
Christian Jäger studierte von 1984 bis 1989 an der Ludwig-Maximilians-Universität München. Er wurde 1995 dort promoviert (Fakultätspreis) und habilitierte sich 2002 ebendort bei Claus Roxin. Zum August 2003 nahm er einen Ruf der Universität Trier auf einen Lehrstuhl für Strafrecht und Strafprozessrecht an. In den Jahren 2007/2008 war Jäger Dekan des dortigen Fachbereichs. Ab Oktober 2008 hielt er den Lehrstuhl für Strafrecht und Strafprozessrecht an der Universität Bayreuth. Seit Oktober 2013 ist er Inhaber des Lehrstuhls für Strafrecht, Strafprozessrecht, Wirtschafts- und Medizinstrafrecht und Leiter der Forschungsstelle für Wirtschafts- und Medizinstrafrecht (FoWiMed) an der Friedrich-Alexander-Universität Erlangen-Nürnberg. Im Jahr 2019 wurde Jäger mit dem „Preis der guten Lehre an staatlichen Universitäten in Bayern“ ausgezeichnet.
Christian Jäger ist Autor von Lehrbüchern zum Strafrecht.

## Schriften
- Der Rücktritt vom Versuch als zurechenbare Gefährdungsumkehr. Beck, München 1996 (Dissertation).
- Beweisverwertung und Beweisverwertungsverbote im Strafprozess. Beck, München 2003 (Habilitationsschrift).
- Examens-Repetitorium Strafrecht Allgemeiner Teil. Müller, Heidelberg 2003; 11. Auflage 2024.
- Examens-Repetitorium Strafrecht Besonderer Teil. Müller, Heidelberg 2005; 10. Auflage 2024
- Zurechnung und Rechtfertigung als Kategorialprinzipien im Strafrecht. Müller, Heidelberg 2006.
- Studienkommentar StGB, München 1999; 13. Auflage 2021 (begründet von Wolfgang Joecks, übernommen ab der 12. Auflage).

Darüber hinaus ist Jäger ständiger Autor in der Zeitschrift Juristische Arbeitsblätter (JA), Kommentator in den Systematischen Kommentaren des Strafgesetzbuchs und der Strafprozessordnung sowie den Kommentaren Löwe/Rosenberg und weiteren Kommentaren.